# Vasilij Vasil'evič Junker
Vasilij Vasil'evič Junker (in tedesco: Wilhelm Junker; Mosca, 6 aprile 1840 – San Pietroburgo, 13 febbraio 1892) è stato un esploratore russo di origine tedesca.
Il primo viaggio di Vasilij Vasil'evič Junker (in russo Василий Васильевич Юнкеp?) fu in Islanda (1869) a cui seguirono numerosi altri in Tunisia (1873-1874) e Sudan (1875-1878). Tra il 1879 e il 1883 attraversò il Sudan e l'Africa equatoriale, da dove non poté tornare a causa della rivolta mahdista.
In seguito raggiunse Zanzibar attraversando l'Uganda e il Tanganica. 
Pubblicò i diari dei suoi viaggi in Africa in tre volumi (1889-1891), chiamati Reisen in Afrika ("Viaggio in Africa").

## Biografia
Nato a Mosca nel 1840, studia alla Sankt Petri Schule di San Pietroburgo, specializzandosi poi in medicina a Dorpat, Gottinga, Berlino e Praga, però senza praticare a lungo la professione del medico. Dopo diversi viaggi in Islanda, Tunisia e nel Basso Egitto, soggiorna a lungo nell'Africa equatoriale orientale, vivendo in quelle regioni dal 1875 al 1886, utilizzando Khartoum e poi Lado come campo base per le sue spedizioni. Nei suoi viaggi, incontra in Africa, l'italiano Gaetano Casati e l’esploratore tedesco Eduard Schnitzer, conosciuto col nome di Emin Pascià, il governatore della regione di Equatoria.
Junker viaggia per piacere e per studio: il suo principale oggetto di studio sono le popolazioni che incontra durante i suoi viaggi. Colleziona, altresì, piante ed animali. I risultati delle sue ricerche saranno pubblicati in Reisen in Afrika (Viaggi in Africa) un'opera in 3 volumi pubblicata a Vienna, 1889-1891, lavoro di grande interesse. Una traduzione in inglese viene pubblicata da A. H. Keane nel 1890-1892.
Il più grande apporto di Junker alla geografia furono le sue ricerche sul bacino del Nilo e del fiume Congo, in opposizione alle teorie idrogeologiche di Georg August Schweinfurth, stabilendo l'identità del fiume Uele e dell'Ubangi.

In qualità di esploratore di fama, le sue osservazioni etnografiche sugli Zande (Niam-Niam) sono particolarmente apprezzate.

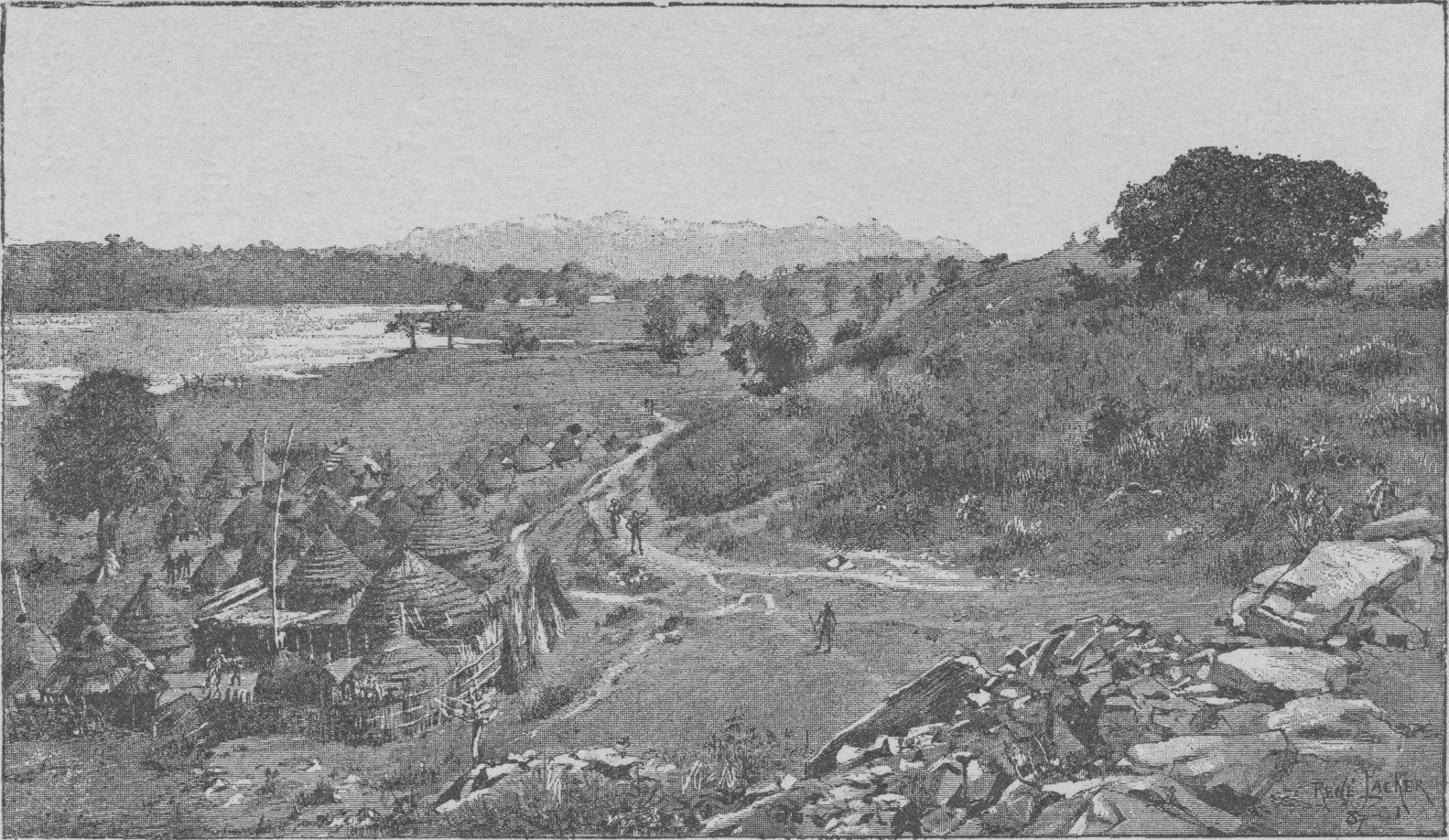
Un villaggio nei pressi di Wadelai

### La rivolta mahdista
Quando decide di rientrare in Europa, è sua intenzione passare per il Sudan. Ma la regione è percorsa dalle forze degli Anṣār, i soldati e gli alleati seguaci del Mahdi: la rivolta contro il governo egiziano e i britannici sta sconvolgendo la regione e Khartoum viene messa sotto assedio, con il governatore Gordon che cerca inutilmente di evacuare la città (1884). Nel gennaio del 1885, Khartoum cadrà e Gordon verrà ucciso.

Intanto, una spedizione guidata dal fratello di Junker che aveva cercato nel 1884 di raggiungerlo, deve desistere dal tentativo.

L'esploratore russo decide allora di dirigersi verso sud e, il 2 gennaio 1886, lascia Wadelai. Attraversando l'Uganda e Tabora, riesce finalmente nel novembre di quell'anno ad arrivare a Zanzibar.

Porta con sé missive di Emin Pascià, il governatore dell'Equatoria, lettere che provocheranno in Europa una forte reazione popolare, tale da far organizzare una spedizione guidata da Stanley per recare soccorso al governatore tagliato fuori e rimasto isolato a causa della guerra sudanese.

### Gli ultimi anni
Junker, per i suoi meriti, l'anno seguente (1887), riceve una medaglia d'oro dalla Royal Geographical Society britannica.
Muore a Pietroburgo nel 1892.

## Opere di Junker
- (EN)  Travels in Africa: During the years 1875-1878: Volume 1 (1890)
- (EN)  Travels in Africa during the years 1875-1886 (1890)
- (EN)  Travels in Africa: During the years 1879-1883 (1891)
- (DE)  Reisen in Afrika 1875-1886. 3 Bde. Wien, 1889-1891